# Australisk fotboll

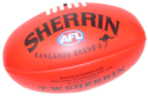
En australisk fotboll av märket Sherrin. Den är något större än en "amerikansk" fotboll men något mindre än en rugbyboll.

Planen är oval och mellan 130 och 180 meter lång. Det är 6,4 meter mellan var och en av de fyra målstolparna.

Australisk fotboll, eller australiensisk fotboll, är ett bollspel som främst spelas i Australien och har funnits sedan mitten av 1800-talet. På engelska kallas spelet även Aussie rules football, Australian football samt, i Australien, bara football eller footy.

## Hur spelet spelas
Australisk fotboll är mest likt en blandning mellan vanlig fotboll och rugby. Bollen är oval och man får ta upp den med händerna. Tacklingarna är också mer lika rugbyns men man får passa bollen åt alla håll och dribblingarna och matchförloppet är mer likt vanlig fotboll.

## Grunden
I Australien består varje lag av 22 spelare. 18 är på planen samtidigt och de fyra avbytarna får bytas in när som helst och hur många gånger som helst under spelets gång. I Sverige spelar man för det mesta med 9-13 spelare per lag.
En match är uppdelad i 4 stycken 20-minutare och man byter sida var 20:e minut.
I Australien spelas sporten på ovala planer vilket man även gör i Sverige. I Australien är planerna ca 165 m långa och ca 135 m breda. I Sverige spelar man ofta på anpassade rugbyplaner eller på stora plana gräsytor där stolpar sätts upp.
Det är totalt sju umpires (domare), tre på planen, två kantdomare samt två måldomare. I Sverige är det oftast fyra, två på planen samt två måldomare.
Målet består av fyra målstolpar med 6,4 meter mellan vardera stolpe.
Bollen är oval med ett skal av rött eller gult läder. Den är något mindre än en rugbyboll men större än en amerikansk fotboll. Bollen skall vara 170 mm i "stor"-diameter och väga 454 - 482 g Spelet sätts igång genom att bollen studsas i marken mitt på planen. I Sverige kastas den för enkelhetens skull upp i luften. Detta gör man i början på varje kvart samt efter det att mål gjorts.
En ganska speciell regel för australiensisk fotboll är att man inte får kasta bollen utan måste slå på den.
Man får heller inte springa längre än 15 meter utan att bollen vidrör marken. Detta uppnås oftast genom att bollen studsas och det har visat sig vara svårt för icke-australiensare att lära sig studsa en oval boll. Man får självklart även böja sig ner och låta bollen röra marken.
Bollförande spelare och spelare som befinner sig i närheten av bollen får tacklas. Spelare som befinner sig i närheten av bollen, men inte innehar bollen, får endast tacklas med kroppstacklingar. Bollförande spelare får tacklas medelst "rugbytacklingar". Rugbytackling får inte göras ovanför axlarna på den tacklade spelaren.
Vinner gör det laget som har flest poäng när matchen blåses av efter spelad full tid. Man får sex poäng för varje mål samt en poäng för varje behind (behind förklaras nedan). Poängen räknas genom att mål och behind läggs ihop. Vid exempelvis sju mål och 14 behinds skrivs totalpoängen ut så här: 7.14(56)

## Händelser under matchen

### Mål

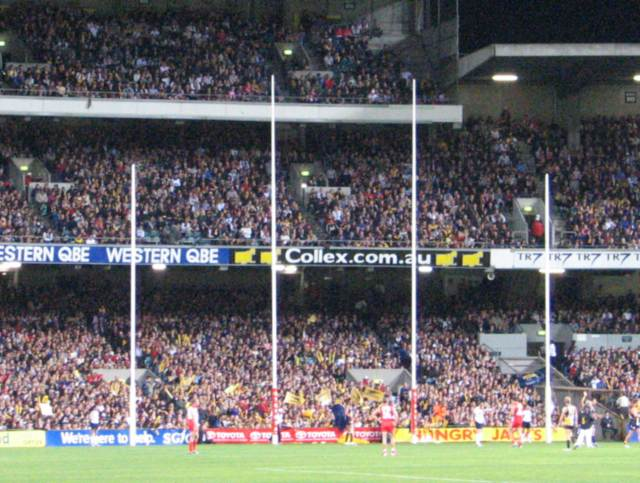
De två mittersta stolparna är målstolpar.

Ett mål är värt sex poäng och görs genom att bollen sparkas mellan de två mittersta målstolparna utan att röra någonting, förutom marken, mellan sparkarens fot och målet. Om en mot- eller medspelare vidrör bollen eller om den träffar en målstolpe blir det inget mål utan en behind. En behind är värd ett poäng och erhålls om bollen fås mellan de båda mittersta målstolparna på annat sätt än vid mål samt när bollen, oberoende av metod, fås mellan de yttersta målstolparna. Om man bär, knuffar eller slår in bollen mellan de mittersta målstolparna får man alltså bara ett poäng.

### Ruck
När spelet sätts igång vid varje kvart eller då mål har gjorts studsas eller kastas bollen upp i luften. Då skall en så kallad ruck-man från vardera lag försöka vinna rucken genom att slå ner bollen till en av sina medspelare som sedan fortsätter spelet. Vid detta tillfälle får fyra personer från vardera lag befinna sig inne i mittområdet. Samma procedur äger även rum vid inkast samt vid uppkast efter till exempel en tackling.

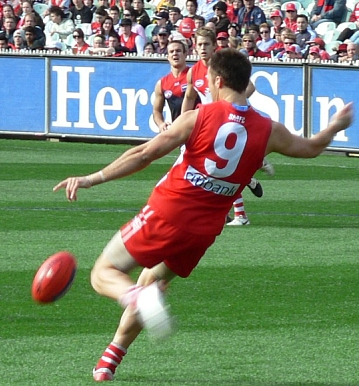
Spark kan göras hur som helst men liknar till viss del en fotbollsmålvakts utspark

### Handpass
Bollen kan passas genom att man slår eller sparkar på den. Handpass görs genom att man slår på bollen med knuten hand. Man kan även slå på en boll som ligger på marken med öppen hand samtidig som man springer. Detta kallas att dribbla och används främst för att undvika att bli tacklad om en motspelare befinner sig alltför nära för att man skall våga ta upp bollen. 

### Spark
Sparkar gör man på enklaste sätt men bollen får en stabilare luftfärd och det är lättare för en spelare att ta emot om den har en viss bakåtrotation. Vanligaste sparken är en så kallad drop-punt där bollen får en bakåtrotation, men flera specialvarianter finns också. Om en sparkad boll färdas minst 15 meter och därefter fångas och den inte har vidrört en annan spelare eller marken erhålls en så kallad mark.

### Tackling
En spelare med boll får tacklas fritt mellan axlarna och knäna. Tackling måste dock utföras med höften, bröstet, skuldran, armen eller öppna handen. Man får även koppla grepp och dra omkull en spelare som har bollen. Man får dock inte tackla en motspelare ovan axlarna, under knäna eller bakifrån så att han faller framåt. Det är dock helt enligt reglerna att springa ikapp en motspelare som har bollen, ta tag i honom, eller i hans kläder, och dra honom bakåt eller åt sidorna.
Vid en tackling avgör domaren om spelaren med bollen haft tid och möjlighet att passa bollen innan tacklingen och om han anser detta övergår bollen till tacklaren. I annat fall så sker ett uppkast mellan ruckmännen i vardera lag.
En spelare som inte har bollen får tacklas endast om han befinner sig närmare än fem meter från bollen. Detta är ett effektivt sätt att skydda en medspelare som har bollen och kallas i dessa fall för shepherding. Man får dock inte koppla grepp och hålla fast en spelare utan boll.

### Mark
En mark kan liknas vid en frispark och erhålls om man fångar en boll som efter spark har färdats mer än 15 meter utan att vidröra en annan spelare eller marken. En mark skall dock inte blandas ihop med en ”riktig” frispark som också förekommer i australisk fotboll. En mark innebär att man får sparka från den plats där man fångade bollen utan att bli störd. Motspelarna får dock placera en person i en ”mur” vid den plats där man fångade bollen. Personen som fångade bollen kan alltid välja att inte använda sig av marken utan spela vidare och domaren markerar då att spelet fortsätter genom att säga ”play on”.

## Historia

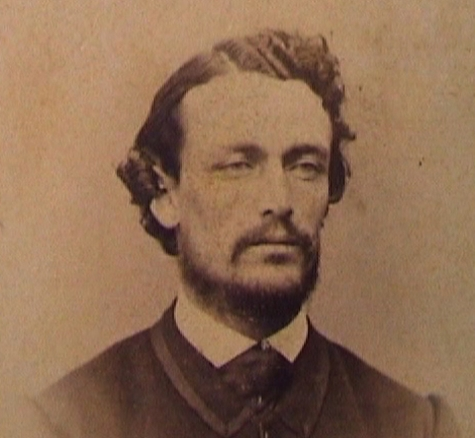
Tom Wills

1856 återvände Tom Wills från Rugby School i England där han spelat Cricket och en tidig form av fotboll. På den tiden var fotbollen en blandning av ”vanlig” fotboll, irländsk fotboll och Rugby. Han förde med sig idén till Australien för att cricketspelarna skulle ha något att träna på under vintern. Sporten Australian Football skapades av Tom och några av hans sportkollegor och i början hade man en rund boll. Melbourne Football Club grundades 1858 och den första matchen spelades mellan Scotch College och Melbourne Grammar School. Sporten skapades i Victoria. ”Footy”, som sporten populärt kallas, är mest populär i delstaten Victoria (huvudstad: Melbourne). Victorian Football Association (VFA) bildades 1877. Åtta klubbar bröt sig ur 1896 och bildade Victorian Football League (VFL). År 1925 hade ytterligare fyra klubbar tagits upp i VFL, dock endast klubbar från den egna delstaten.
När klubben South Melbourne 1982 flyttade till New South Wales och blev Sydney Swans fick den vara kvar i VFL, och 1987 tillkom två klubbar från andra delstater, West Coast Eagles (Western Australia) och Brisbane Lions (Queensland).
Sedan ligan 1990 döptes om till Australian Football League (AFL) har ytterligare tre klubbar från andra delstater kommit med, Adelaide Crows 1991, Fremantle Dockers 1995, Port Adelaide Power 1996, Gold Coast Suns 2011 och Greater Western Sydney 2012. Av de sex delstaterna saknas endast Tasmanien i AFL (samt Northern Territory som tekniskt sett inte är en delstat). Australisk fotboll kom annars dit tidigt och är mycket populär även där.

## Australisk fotboll i världen
Australiensisk fotboll finns numera på varje kontinent (ej Antarktis), störst är sporten i Australien. Men den växer i Europa också, där det numera finns ett lag i över hälften av de europeiska länderna.

### Australisk fotboll i Sverige
Det första laget i Sverige grundades 1993 och var Helsingborg FC. Första året kallade de sig för the Ravens men bytte namn till the Saints innan de gick med i den danska ligan och spelade sin första match 1994. Helsingborg Saints bestod inte enbart av Helsingborg-spelare utan var hela Skånes lag. Det andra laget att startas i Sverige var Lund Bulldogs. De spelade i den danska ligan år 1995 men den lades ner efter en säsong.
År 2003 bestämde sig spelare i Saints för att starta tre separata lag och använda the Saints när de mötte danska lag. De tre skånska lagen blev då Helsingborg West Raptors, Lund Magpies och Malmö Maulers. Dessa tre lag startade också en skånsk liga som en del under den danska ligan. Efter utvecklingen i Skåne startades lag i bland annat Stockholm och Göteborg.
Etablerade lag finns numera (2012) i Helsingborg, Malmö, Göteborg, Karlstad, Stockholm, Falun, Norrtälje och Karlskrona.
2014 finns 11 lag i Sverige, ca 800 utövare.